# Cantó de Bierné
El cantó de Bierné és un cantó francès del departament del Mayenne, situat al districte de Château-Gontier. Té 10 municipis i el cap és Bierné.

## Municipis
- Argenton-Notre-Dame
- Bierné
- Châtelain
- Coudray
- Daon
- Gennes-sur-Glaize
- Longuefuye
- Saint-Denis-d'Anjou
- Saint-Laurent-des-Mortiers
- Saint-Michel-de-Feins

## Història
| Data d'elecció                           | Identitat          | Partit        | Qualitat |
| ---------------------------------------- | ------------------ | ------------- | -------- |
| 1945-19..                                | M. Dubet           | Divers droite |          |
| 19..-1970                                | M. de Quatrebarbes | Divers droite |          |
| 1970-1988                                | Jean Suzanne       | Divers droite |          |
| 1988-                                    | Roger Guédon       | Divers droite |          |
| les dades anteriors no són pas conegudes |                    |               |          |
|                                          |                    |               |          |

| A partir de 1990: Població sense dobles comptes |